# Simon de Bucy
Pour les articles homonymes, voir de Bucy.
Ne doit pas être confondu avec Simon Matifas de Bucy.
Simon de Bucy,  mort  le 14 octobre 1404, est un prélat français  du XIVe siècle et du début du XVe siècle  . Il est le fils de Simon de Buci,  premier président du parlement de Paris, et le parent de Simon Matifas de Bucy, évêque de Paris.
Simon de Bucy est chanoine à la cathédrale de Soissons, quand il est élu évêque de Soissons en 1362 et le reste pendant 42 ans. Il fait construire un donjon de 42 m et de 7 étages au château de Septmonts, près de Soissons, qu'il fait reconstruire.

## Source
- La France pontificale